# Splash (film)
Pour les articles homonymes, voir Splash.
Série
Splash, Too
(1988)
Pour plus de détails, voir Fiche technique et Distribution.
Splash est un film américain réalisé par Ron Howard et sorti en 1984.
Ecrit par ses fréquents collaborateurs (Lowell Ganz et Babaloo Mandel) et produit Brian Grazer, le film met en vedette Tom Hanks, Daryl Hannah, John Candy et Eugene Levy. L'intrigue met en scène un jeune homme qui tombe amoureux d'une mystérieuse femme qui est en réalité une sirène. Le film est nommé à l'Oscar du meilleur scénario original.
Il s'agit de la première production de Touchstone Pictures, un label créé par Walt Disney Studios la même année, afin de diffuser des films destinés à un public plus adulte. Splash engrange plus de 69 millions de dollars pour un budget de 11 millions de dollars, ce qui en fait le dixième film le plus rentable de 1984. Il a par ailleurs été salué pour la critique notamment la performance des acteurs, l'humour et l'alchimie entre Tom Hanks et Daryl Hannah.
Le long métrage connait une suite en téléfilm, Splash, Too.

## Synopsis
Alors qu'il est enfant et qu'il est tombé dans l'eau au large de Cap Cod, Allen Bauer rencontre sous l'eau une petite fille qui se révèle — aux yeux du spectateur, et non du personnage — être une sirène. Des années plus tard, devenu adulte et désormais grossiste en fruits en association avec son frère Freddie, Allen se rend au même endroit et tombe en mer après un accident de bateau. Lorsqu'il reprend conscience, il se trouve sur une plage déserte à l'exception d'une très belle jeune femme, qui est nue. Après avoir échangé un baiser, la jeune femme retourne dans la mer où Allen, intrigué et ébahi, ne peut pas la suivre puisqu'il ne sait pas nager.
La sirène décide cependant de partir à sa rencontre, et nage jusqu'à New York, apparaissant nue sur l'île qui abrite la statue de la Liberté, et provoquant au passage une émeute avant de se faire arrêter pour exhibition sexuelle (« indecent exposure »). C'est Allen qui est appelé pour la faire sortir du commissariat. Puisque le nom de la jeune femme est incompréhensible en langage humain — elle fait exploser les téléviseurs d'un grand magasin en le prononçant —, ils finissent par tomber d'accord sur le prénom Madison, en référence à Madison Avenue sur laquelle ils se promènent. Profondément amoureux de la jeune femme, il est également stupéfait par certains de ses comportements et réactions étranges, comme lorsqu'elle mange un homard entier, carcasse comprise, au restaurant.
Leur histoire finit par se gâter à cause des poursuites incessantes à l'encontre de Madison que mène le Dr Kornbluth, qui veut absolument démontrer que les sirènes existent. Ce dernier finit par réussir à la kidnapper, afin de pouvoir pratiquer des examens sur elle. Rongé par les remords, il finira cependant par aider Allen et Freddie à la libérer, et Madison plonge dans l'océan. Allen brave sa peur de l'eau et plonge aussi pour la rejoindre dans ce qui apparaît comme un royaume sous-marin.

## Fiche technique
Sauf indication contraire, les informations mentionnées dans cette section peuvent être confirmées par les bases de données cinématographiques IMDb et Allociné,  présentes dans la section « Liens externes ».
- Titre original, français et québécois : Splash[1]
- Réalisation : Ron Howard
- Scénario : Lowell Ganz, Babaloo Mandel et Bruce Jay Friedman, d'après une histoire de Brian Grazer
- Musique : Lee Holdridge
- Direction artistique : Jack T. Collis et John B. Mansbridge (non crédité)
- Décors : Jack T. Collis
- Costumes : May Routh
- Photographie : Donald Peterman
- Son : Nick Alphin, Tom Gerard, Joe Parker, Richard Portman, Frank Regula
- Montage : Daniel P. Hanley et Mike Hill
- Producteur : Brian Grazer
  - Production déléguée : John Thomas Lenox
- Sociétés de production : Touchstone Films, présenté par Touchstone Pictures
- Sociétés de distribution : Buena Vista Pictures Distribution (États-Unis) ; Paramount Pictures (Canada)
- Budget : 8 millions de $[2]
- Pays de production :  États-Unis
- Langues originales : anglais, suédois
- Format : couleur (Technicolor) — 35 mm — 1,85:1 (Panavision) — son Dolby Stéréo
- Genre : comédie romantique, fantastique
- Durée : 111 minutes
- Dates de sortie[3] :
  - États-Unis, Québec : 9 mars 1984[1]
  - France : 24 octobre 1984
- Classification :
  - États-Unis : certaines scènes ou propos sont susceptibles de heurter la sensibilité des plus jeunes - accord parental souhaitable (PG - Parental Guidance Suggested)
  - France : tous publics (conseillé à partir de 10 ans)[4],[5]
  - Québec : tous publics (G - General Rating)[1]

## Distribution
- Tom Hanks (VF : Dominique Collignon-Maurin) : Allen Bauer (Allan en VF)
- Daryl Hannah (VF : Micky Sébastian) : Madison
- Eugene Levy (VF : Jacques Ferrière) : Dr Walter Kornbluth
- John Candy (VF : Maurice Risch) : Freddie Bauer
- Dody Goodman (VF : Lucie Dolène) : Mme Stimler
- Shecky Greene (VF : Marc de Georgi) : M. Buyrite
- Richard B. Shull (en) (VF : Jacques Dynam) : Dr Ross
- Bobby Di Cicco (VF : Philippe Peythieu) : Jerry
- Al Chesney (VF : Roger Lumont) : Fat Jack
- Royce D. Applegate (VF : Jacques Deschamps) : Buckwalter
- Rance Howard (VF : Claude Joseph) : McCullough
- Clint Howard : un invité au mariage
- Bill Smitrovich (VF : Patrick Poivey) : le père d'Allen et Freddie

## Production
Le producteur Brian Grazer a passé quatre ans pour trouver la meilleure méthode pour filmer les scènes sous-marines, optant finalement pour la solution de filmer à 15 m de profondeur dans des eaux très limpides, celles des Bahamas.
Les scènes sous-marines ont été minutieusement esquissées sur des storyboards par le cinéaste spécialisé dans le sous-marin, Jordan Klein.
La production du film a été découpée en plusieurs phases selon les lieux présentés dans le film dans l'ordre suivant :
- les scènes de New York ont été tournées en 17 jours dans des lieux comme la statue de la Liberté, le Museum d'histoire naturelle dont la salle de la baleine, le grand magasin Bloomingdale's et Columbus Circle[6]. La production n'a pas pu utiliser la patinoire du Rockefeller Center alors en travaux mais a obtenu l'accord pour en construire une temporaire dans Central Park[6] ;
- puis la production est partie en Californie. Les scènes de plages ont été tournées à Los Angeles et en Californie du Sud ;
- les scènes sous-marines ont été tournées aux Bahamas[6]. Les acteurs ont dû apprendre à être filmés dans des conditions particulières, dont l'apnée en reprenant de l'air entre chaque prise grâce à des plongeurs[6]. Daryl Hannah nagea si bien que les producteurs et le réalisateur l'autorisèrent à ajouter des cabrioles sous-marines[6]. Les scènes de plage ont été tournées sur l'île de Gorda Cay, achetée en 1996 par Disney et rebaptisée Castaway Cay, elle sert d'escale dans les croisières de Disney Cruise Line.

C'est le premier film produit par Touchstone Pictures, studio créé par Walt Disney Company. Ce n'est donc pas un hasard si, lors des deux scènes qui se passent dans le grand magasin new-yorkais Bloomingdales au rayon électroménager, les téléviseurs diffusent deux films produits par Disney.
Les scénaristes Lowell Ganz et Babaloo Mandell font deux petites apparitions dans le film. Ganz joue le rôle du guide à la statue de la Liberté, alors que Mandell tient celui du loueur de patins à glace.
Le film est un succès réalisant 6,2 millions d'USD la première semaine. Le film est un succès et en septembre 1984 il a récolté plus de 69 millions d'USD.

## Distinctions

### Récompenses

#### 1985
- Academy of Science Fiction, Fantasy and Horror Films - Saturn Awards : Saturn Award de la meilleure actrice pour Daryl Hannah
- National Society of Film Critics Awards : meilleur scénario pour Bruce Jay Friedman, Lowell Ganz et Babaloo Mandel

### Nominations

#### 1984
- New York Film Critics Circle Awards : meilleur scénario pour Bruce Jay Friedman, Lowell Ganz et Babaloo Mandel

#### 1985
- Academy of Science Fiction, Fantasy and Horror Films - Saturn Awards :
  - Meilleur film fantastique
  - Meilleur acteur dans un second rôle pour John Candy
  - Meilleure réalisation pour Ron Howard
  - Meilleur maquillage pour Robert J. Schiffer
- Golden Globes : meilleur film musical ou comédie
- Jupiter Awards : meilleure actrice internationale pour Daryl Hannah
- Oscars : meilleur scénario original pour Bruce Jay Friedman, Lowell Ganz, Brian Grazer et Babaloo Mandel
- Writers Guild of America Awards : meilleur scénario original pour Bruce Jay Friedman, Lowell Ganz et Babaloo Mandel
- Young Artist Awards : meilleur film familial - comédie ou comédie musicale

### Sélection
- Festival du cinéma américain de Deauville 1984 : premières - hors compétition pour Ron Howard

## Éditions en vidéo
En France, le film Splash est sorti en DVD le 24 mars 1999. Le film est ressorti en DVD le 21 mai 2003. Le film est également sorti en VOD le 13 avril 2017.

## Autour du film
- Splash a mis à la mode le prénom Madison aux États-Unis, passant de la 216e place en 1990 à la 3e place en 2000 des prénoms les plus fréquemment donnés aux petites filles.
- Avant que le rôle d'Allen Bauer ne soit accepté par Tom Hanks, John Travolta, Bill Murray et Dudley Moore l'avaient refusé.
- En 2020, pour la mise à disposition dans son service de streaming Disney+, Disney a censuré numériquement une scène où l'on entrevoit les fesses de Madison, entraînant une polémique sur internet.

## Suite et projet deremake
En 1988, Disney produit une suite sous la forme d'un téléfilm intitulé Splash, Too.
Le 1er août 2016, Walt Disney Pictures annonce un remake de Splash (1984) avec Channing Tatum et Jillian Bell mais en inversant les rôles de sirène et d'humain,,,.

### Dans la culture populaire
Dans la série Alvin et les Chipmunks, l'épisode Sploosh (épisode 12, saison 8) parodie le film.